# 内特河 (伦讷河支流)
51°18′5″N 7°40′16″E / 51.30139°N 7.67111°E

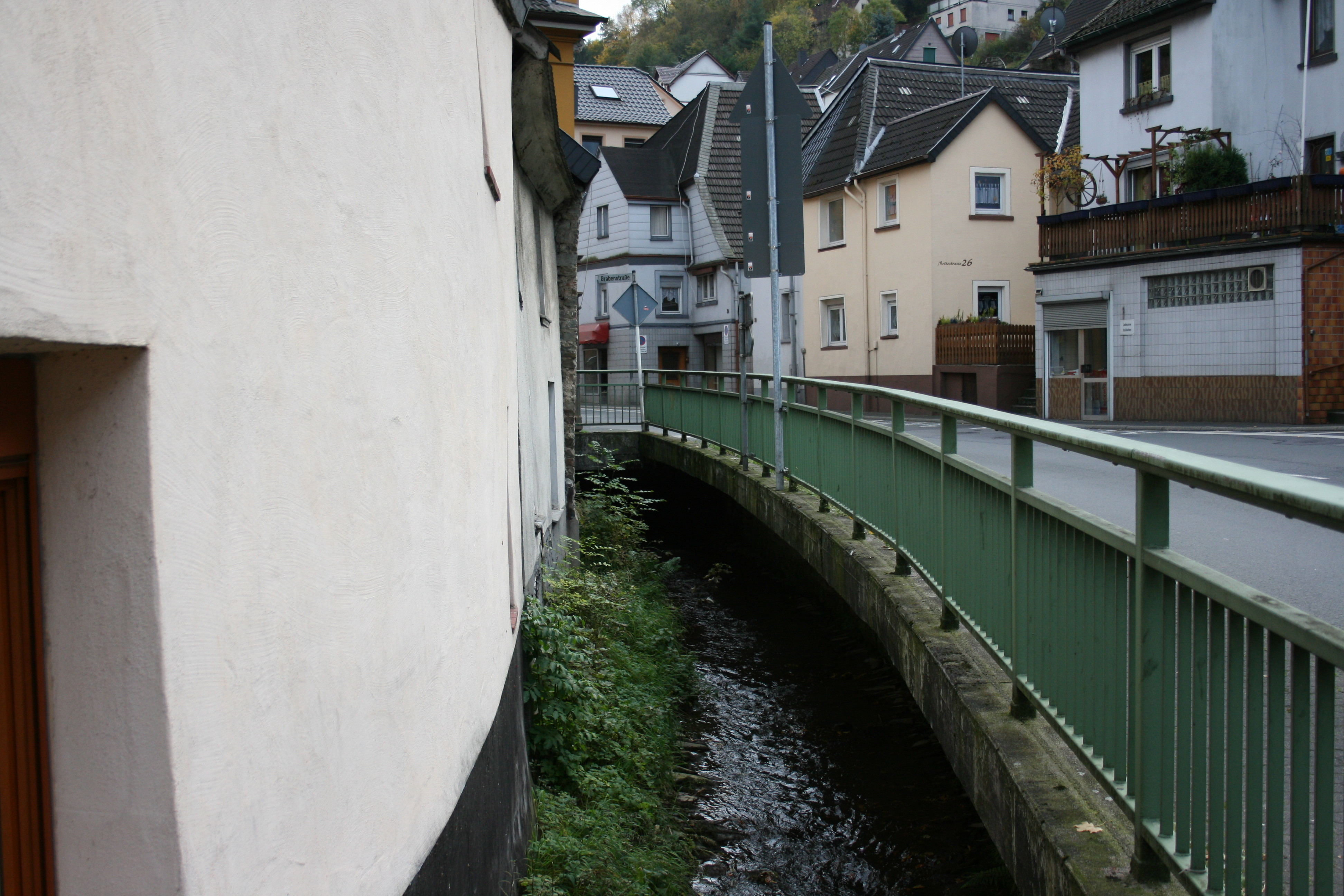

內特河（德語：Nette）是德國的河流，位於該國西部，處於北萊茵-威斯特法倫州，屬於伦讷河的右支流，流經阿爾特納，河道全長8公里，流域面積14.8平方公里。